# Menawa
Menawa, inicialmente chamado Hothlepoya (c. 1765 – c. 1836-40),, foi um chefe e líder militar Creek. Era mestiço, sendo sua mãe creek, e seu pai - um comerciante de peles - de origem predominantemente escocesa. Como os creeks possuíam um sistema de linhagem e liderança matrilinear, sua posição veio do clã materno.
Ele cresceu entre os Upper Creeks, na região do atual estado do Alabama e, na maioridade, tornou-se parte dos "Red Sticks", um grupo que se opunha à assimilação e trabalhava em prol de reviver as práticas tradicionais. Durante a Guerra Creek (1813 – 1814), ele liderou os guerreiros Red Sticks e sobreviveu à Batalha de Horseshoe Bend. Para levar a cabo a punição ao crime de cessão desautorizada de terra, em 1825, Menawa liderou em torno de 150 'legisladores' em um ataque ao chefe William McIntosh, que havia assinado o Tratado de Indian Springs no mesmo ano, sem o consenso do Concílio Nacional Creek. Eles mataram-no, queimaram sua mansão, e confiscaram sua propriedade, incluindo o gado e 100 escravos. 

## Primeiros anos e educação
Menawa nasceu na aldeia de Oakfuskee, localizada no Rio Tallapoosa no atual Alabama. O local atualmente está submerso na parte baixa do Lago Martin, devido a um represamento.
Sua mãe era uma Creek de alta posição e seu pai um comerciante de peles; tais alianças eram comuns, por ambas culturas crerem que se beneficiavam deste modo. Sendo uma sociedade matriarcal, Menawa foi educado entre os creeks e gozou de um bom estatuto devido ao seu clã materno. Seu irmão mais velho provavelmente lhe serviu de tutor, ensinando-o sobre a cultura e o introduzindo à sociedade política creek.

## Carreira
Quando Hothlepoya se tornou o segundo chefe de Oakfuskee, foi-lhe dado o nome de Menawa.
Durante o início do século XIX, ele foi um dos principais líderes Red Sticks ou  Upper Creeks, que trabalhavam pelo revivalismo das práticas tradicionais e resistiam à assimilação aos modos euro-americanos. Surgiu como um líder para os guerreiros durante a Guerra Creek, que começara como uma guerra civil entre os povos creeks, onde divisões severas surgiram entre os Lower Creeks, os quais compunham a maioria da população. Durante o período, os britânicos já guerreavam contra os Estados Unidos na Guerra de 1812, e acabam oferecendo suporte à resistência Red Stick contra as incursões de colonos no território indígena.
Menawa foi o secundo no comando Red Stick na Batalha de Horseshoe Bend, quando foram derrotados pelo general Andrew Jackson que comandou as milícias do Tennessee, da Geórgia e do Território do Mississippi, bem como os aliados Cherokees. Menawa foi ferido sete vezes durante a batalha, porém escapou e se recuperou.
Após a guerra, Menawa continuou a se opor às intrusões euro-americanas em terras creeks. Chefes Lower Creeks cederam terras tribais em 1790, 1802 e 1804. Em 1825, o chefe William McIntosh, um Lower Creek, foi um dos vários líderes que assinaram o Tratado de Indian Springs com o governo americano, cedendo a maior parte das terras creeks remanescentes ao leste do rio Mississippi. A tribo see encontrava sob pressão da Geórgia, porém os Upper Creeks, a maioria, continuaram a se opor a tais cessões. O Concílio Nacional Creek aprovou uma lei declarando a ilegalidade das cessões de terra, tornando-as um crime capital, e declarando os signatários do tratado de 1825 como traidores, ordenando suas execuções.

Em 30 de abril de 1825, Menawa liderou um grupo de 120-150 legisladores de aldeias das terras cedidas; eles executaram o chefe Wiliam McIntosh, e Etommee Tustunnuggee, que havia alienado terras comunais creeks sem o consentimento do Concílio Nacional. O destacamento queimou a mansão de McIntosh em Indian Springs, e confiscou seus 100 escravos, seu gado e sua produção. Após este dia, capturaram Samuel e Benjamin Hawkins, genros de McIntosh e também signatários do tratados, enforcando Samuel e atirando em Benjamin, qeu escapou.

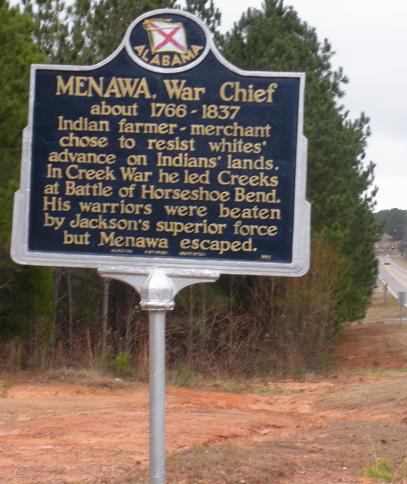
Um marco histórico próximo ao Lago Martin, Alabama denota a significância de Menawa

Em 1826, Menawa foi um dos membros do COncílio que, liderados por Opothleyahola, foram a Washington, D.C protestar o Tratado de Indian Springs. Os líderes creeks assinaram o Tratado de Washington (1826) com o governo americano, que tornou nulo o tratado anterior. No novo tratado, os creeks ainda cediam terra para a Geórgia ─ em compensação, eles receberam um pagamento imediato de 217.600 dólares e uma anuidade perpétua de 20.000 dólares. O estado da Geórgia ignorou o novo tratado e trabalhou para a expulsão dos creeks de suas terras.
É dito que Menawa se encontra entre um das centenas que morreram sob a remoção generalizada dos creeks para o Território Indígena em 1830. De acordo com as memórias do tenente Edward Deas, que liderou o terceiro destacamento de 2.420 creeks do Alabama para Oklahoma, Menawa provavelmente estava vivo em 21 de dezembro de 1836, em Little Rock, Arkansas. Pelas palavras de Deas, "o destacamento eventualmente chegou próximo a Little Rock mas Tuscoona Harjo, Menawa, e quatrocentos dos seus, recusaram-se a viajar muito além disto. Menawa se encontrava muito embriagado para viajar, enquanto Harjo 'demonstrou uma teimosa e obstinada disposição.' " Menawa não foi listado nas atas quando o grupo atingiu o Fort Gibson no Território Indígnea em 23 de janeiro de 1837. Menawa, portanto, possivelmente morreu no caminho entre os dois destinos, sendo enterrado ao longo do percurso, em local hoje desconhecido. Contudo, nenhum despacho do tenente Deas ao seu comando em Washington faz menção à morte de Menawa na "Trilha das Lágrimas Creek".